# Federico Cornaro, seniore
Federico Cornaro, seniore (né à Venise, alors dans la république de Venise, le 9 juin 1531, et mort à Rome le 4 octobre 1590) est un cardinal italien du XVIe siècle. Il est un petit-neveu de Catherine Cornaro, la reine de Chypre et il est le frère du cardinal Alvise Corner (cardinal) (1551), l'oncle du cardinal Francesco Cornaro, iuniore (1596) et le grand-oncle du cardinal Federico Baldissera Bartolomeo Corner (1626). Les autres cardinaux de la famille Corner sont Marco Corner (1500), Francesco Corner, seniore (1527), Giorgio Corner (1697) et Giovanni Cornaro (1778).

## Repères biographiques
Federico Cornaro est membre de l'ordre de Saint-Jean de Jérusalem et est nommé grand prieur de Chypre, en succession de son frère Alvise. Il est élu évêque de Traù en Dalmatie. Il est transféré à Bergame en 1561 et à Padoue en 1577. Cornaro est créé cardinal par le pape Sixte V lors du consistoire du 18 décembre 1585.
Le cardinal Cornaro participe au premier conclave de 1555 (élection de Marcel II).